# Sclaters meerkat
De Sclaters meerkat (Cercopithecus sclateri)  is een soort van het geslacht echte meerkatten (Cercopithecus). De wetenschappelijke naam van de soort werd voor het eerst geldig gepubliceerd door Pocock in 1904.